# 穆孔達
10°36′S 21°19′E / 10.600°S 21.317°E
穆孔達（Muconda），是安哥拉的城鎮，位於該國東北部，由南倫達省負責管轄，面積26,966平方公里，東鄰剛果民主共和國，截至2014年共33,264人口。